# Coeliccia yamasakii
Coeliccia yamasakii – gatunek ważki z rodziny pióronogowatych (Platycnemididae).